# Liste antiker Ortsnamen und geographischer Bezeichnungen/Du
| Lateinischer Name         | Griechischer Name         | Beschreibung                                                        | Heute                                                | Quellen und Verweise   | Lage |
| ------------------------- | ------------------------- | ------------------------------------------------------------------- | ---------------------------------------------------- | ---------------------- | ---- |
| Dubis                     | Δοῦβις (Doubis)           | Fluss in Gallien                                                    | Doubs in Frankreich und der Schweiz                  | Smith;                 |      |
| Dubris                    |                           |                                                                     |                                                      | Smith;                 |      |
| Dulgibini                 |                           |                                                                     |                                                      | Smith;                 |      |
| Dulichium                 |                           |                                                                     |                                                      | Smith;                 |      |
| Dulopolis                 |                           |                                                                     |                                                      | Smith;                 |      |
| Dulopolis                 |                           |                                                                     |                                                      | Smith;                 |      |
| Dumna                     |                           |                                                                     |                                                      | Smith;                 |      |
| Dumnissus                 |                           | Stadt in Gallien, an der Straße von Bingium nach Augusta Treverorum | Denzen bei Kirchberg                                 | Smith;                 |      |
| Dunium                    |                           |                                                                     |                                                      | Smith;                 |      |
| Dunum                     |                           | Stadt in Hibernia                                                   | möglicherweise bei Baltinglass in Irland             | Smith (1);             |      |
| Dunum                     |                           | Bucht in Britannien                                                 | Mündung des Tees bei Hartlepool                      | Smith (2);             |      |
| Dunum                     |                           | Stadt in der Gallia Belgica                                         | Thun in der Schweiz                                  |                        |      |
| Duodecimum                |                           |                                                                     |                                                      | Smith;                 |      |
| Dura                      | Δοῦρα (Doura)             | Stadt in Assyrien am linken Ufer des Tigris                         | möglicherweise bei Ad-Dawr nahe Tikrit im Irak       | Smith (1);             |      |
| Dura Europos              | Δοῦρα (Doura)             | Stadt in Mesopotamien                                               | Qal'at es-Salihiye in Syrien                         | Smith (2);             |      |
| Duranius                  |                           |                                                                     |                                                      | Smith;                 |      |
| Durdus                    |                           |                                                                     |                                                      | Smith;                 |      |
| Duretie                   |                           |                                                                     |                                                      | Smith;                 |      |
| Duria Maior, Dora Baltea  | Δουρίας (Dourias)         | Fluss in Gallia cisalpina, Nebenfluss des Padus                     | Dora Baltea in den italienischen Westalpen           | Smith (1);             |      |
| Duria Minor, Dora Riparia | Δουρίας (Dourias)         | Fluss in Gallia cisalpina, Nebenfluss des Padus                     | Dora Riparia im italienischen Piemont                | Smith (2);             |      |
| Durius                    |                           |                                                                     |                                                      | Smith;                 |      |
| Durnomagus                |                           |                                                                     | Dormagen                                             | Smith;                 |      |
| Durnovaria                |                           | Hauptort der keltischen Durotriges in Britannien                    | Dorchester (Dorset) in England                       | Smith;                 |      |
| Durobrivae                |                           | Stadt in Britannien                                                 | Rochester in Kent                                    | Smith;                 |      |
| Durobrivae                |                           | Stadt in Britannien                                                 | östlich von Water Newton bei Peterborough in England | Smith;                 |      |
| Durocasses                |                           |                                                                     |                                                      | Smith;                 |      |
| Durocatalaunum            |                           |                                                                     |                                                      | Smith;                 |      |
| Durocobrivae              |                           |                                                                     |                                                      | Smith;                 |      |
| Durocornovium             |                           |                                                                     |                                                      | Smith;                 |      |
| Durocortorum              |                           | Stadt in Gallia Lugdunensis                                         | Reims in Frankreich                                  | Smith;                 |      |
| Durolevum                 |                           |                                                                     |                                                      | Smith;                 |      |
| Duroliponte, Durolipons   |                           | Ort in Britannien                                                   | Castle Hill in Cambridge, England                    | PECS; Pleiades; Smith; |      |
| Durolitum                 |                           |                                                                     |                                                      | Smith;                 |      |
| Duronia                   |                           |                                                                     |                                                      | Smith;                 |      |
| Duronum                   |                           |                                                                     |                                                      | Smith;                 |      |
| Durostorum                | Δουρόστορον (Dourostoron) | Stadt in Moesien, am südlichen Donauufer                            | Silistra in Bulgarien                                | Smith;                 |      |
| Durotriges                |                           | keltischer Volksstamm in Britannien                                 | Siedlungsgebiete im Südwesten Englands               | Smith;                 |      |
| Durovernum                |                           |                                                                     |                                                      | Smith;                 |      |
| Durvus Mons               |                           |                                                                     |                                                      | Smith;                 |      |